# Microtropis curranii
Microtropis curranii är en benvedsväxtart som beskrevs av Merrill. Microtropis curranii ingår i släktet Microtropis och familjen Celastraceae. Inga underarter finns listade.